# Bobâlna
Bobâlna es una comuna en el distrito de Cluj (Rumania). Su población en el censo de 2002 era de 1.894 habitantes.
- Datos: Q16426150
- Multimedia: Bobâlna, Cluj / Q16426150